# Provincia de El M'Ghair
El M'Ghair (en árabe: ولاية المغير‎) es una provincia argelina creada en 2019; anteriormente era una provincia delegada creada en 2015. Se localiza en el Sáhara argelino.

## Geografía
La provincia de El M'Ghair está en el Sáhara argelino; su superficie es de 8 835 km².
Está delimitada por:
- al norte con la provincia de Biskra;
- al este con la provincia de El Oued y la provincia de Tuggurt;
- al oeste con la provincia de Ouled Djellal;
- y al sur con la provincia de Uargla y la provincia de Tuggurt.

## Historia
La provincia de El M'Ghair fue creada el 26 de noviembre de 2019.
Anteriormente, era una provincia delegada, creada según la ley n° 15-140 del 27 de mayo de 2015, que crea distritos administrativos en ciertas provincias y fija las reglas específicas relacionadas con ellas, así como la lista de comunas que están adscritos a ella. Antes de 2019, estaba adscrito a la provincia de El Oued.

## Organización
Durante el quiebre administrativo de 2015, la provincia delegada de El M'Ghair estaba compuesta por 3 comunas y 2 distritos

### Lista de walis
- El M'Ghair
- Djamaa